# Dornier Do 535

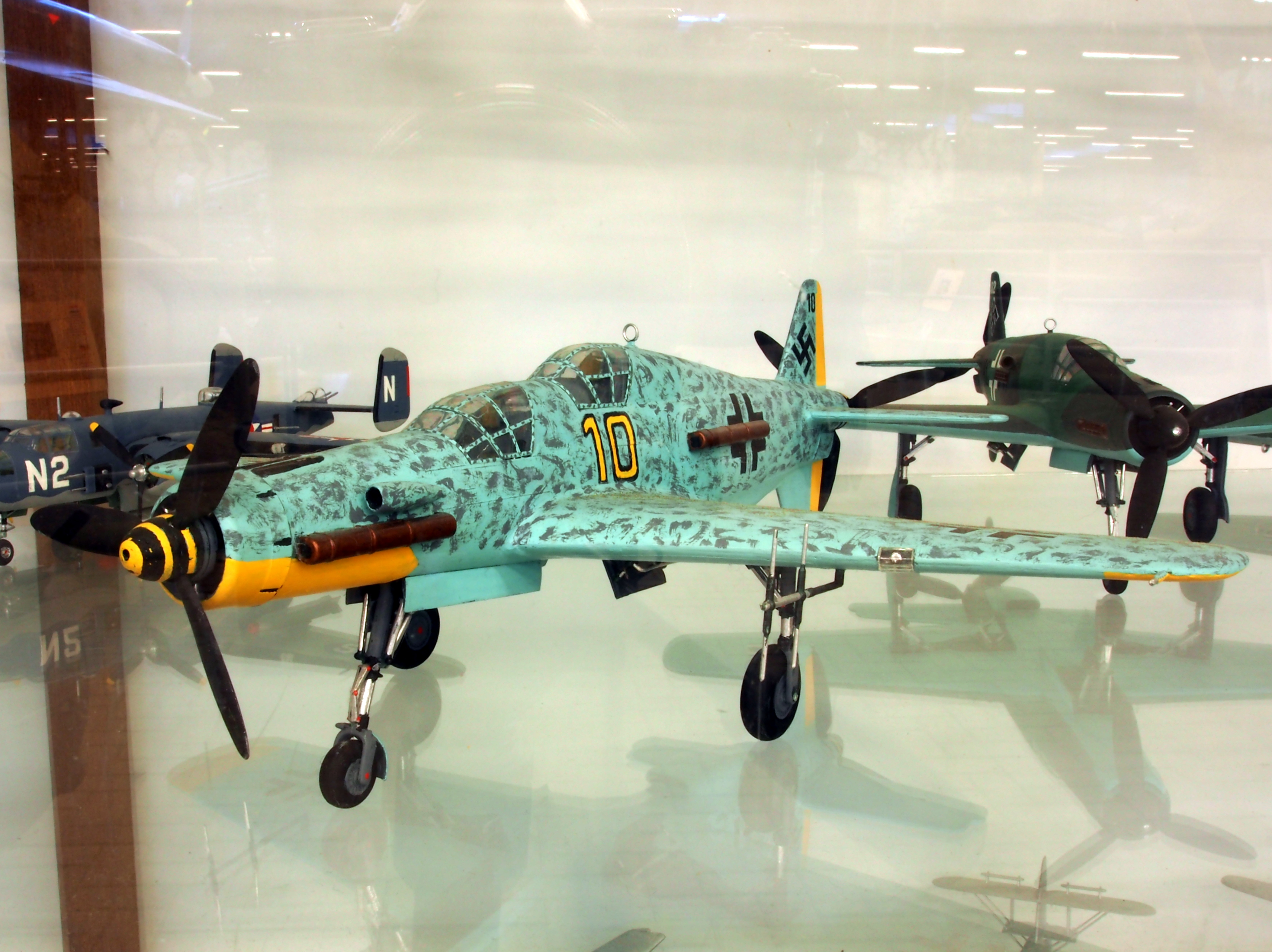
Maquette approximative d'un Do 335 A-6 biplace. Contrairement à ce que l'on crut pendant longtemps, la version de chasse de nuit ne devait pas avoir de poste arrière surélevé, cette configuration étant réservée à la version d'entraînement dont un exemplaire fut récupéré par le Royaume-Uni. Le poste arrière était dans le fuselage, immédiatement derrière la cabine du pilote, éclairé par de petits hublots.

Le Dornier Do 535 (Do 335 A-6) était la version planifiée « chasse de nuit » biplace du Dornier Do 335 Pfeil. Le moteur arrière DB 603 A-2 aurait été remplacé par un turboréacteur HeS 011, des réservoirs supplémentaires largables auraient été installés sous les ailes, et une nacelle aurait été construite dans le fuselage à l'arrière pour le copilote/opérateur radio. Des radars de nuit FuG 218 auraient été montés dans les ailes. La vitesse maximale aurait été de 822 km/h, et l'armement consistait de deux canons automatiques MK 108 de 30 mm en « Schräge Musik », d'un canon lourd MK 112 de 55 mm dans le moteur, et de deux MG 151 de 20 mm dans les emplantures d'aile.